# Acrotylus meruensis
Acrotylus meruensis är en insektsart som beskrevs av Sjöstedt 1932. Acrotylus meruensis ingår i släktet Acrotylus och familjen gräshoppor. Inga underarter finns listade i Catalogue of Life.